# Lili de Faramond

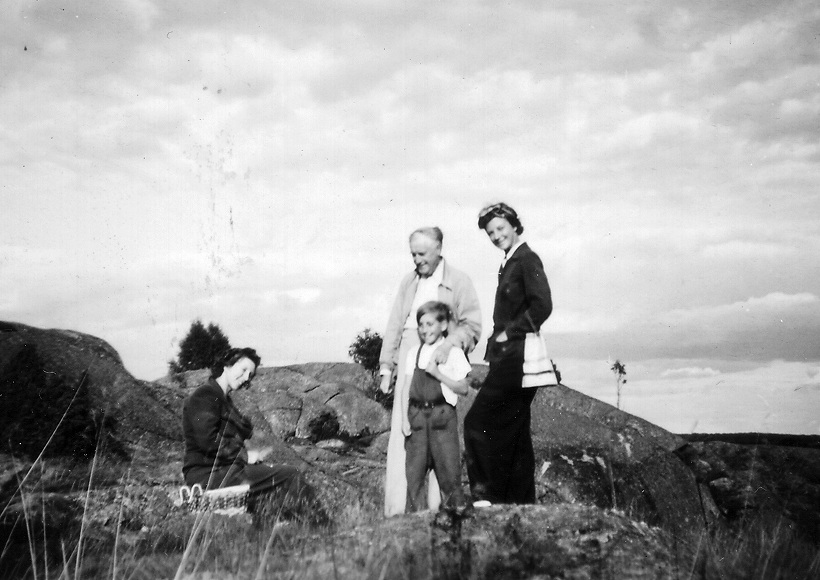
Lili de Faramond, satirtecknaren Ragnvald Blix, Guy de Faramond och Ida Blix. Fotot taget på Gyöns klippor, troligen i slutet av 1930-talet.

Hildur Lili Christenson-de Faramond, född 4 oktober 1900 i Djursholm, död 1992 i Bayonne, Frankrike, var en svensk journalist, författare och målare. 
Hon var dotter till tandläkaren Emil Christenson i Lund och Hildur Morell samt från 1924 gift med vicomte Jean de Faramond, som var representant i 40 år för Citroën i Sverige. 
Christenson-de Faramond studerade vid Konsthögskolan i Stockholm samt för André Lhote i Paris och under studieresor i Europa och Afrika. Hon var bosatt i Köpenhamn 1924–1940 och därefter i Paris. Hon skrev artiklar från Paris för Dagens Nyheter under signaturen Bécassine. Hon debuterade i en utställning på Svensk-franska konstgalleriet i Stockholm 1929 och hon medverkade ett flertal gånger på Grønningen i Köpenhamn. Separat ställde hon ut på Louis Hahnes konstsalong i Stockholm 1945. Hennes konst består av barnbilder, blommor och landskapsbilder i olja eller gouache. Som illustratör illustrerade förutom sina egna böcker även Lis Byrdals kåserier om kvinnans fåfänglighet. 
Dagböcker, originalteckningar och Lilis egna artiklar i urklipp finns arkiverade i Sveriges pressarkiv. Hon är mor till Guy de Faramond.